# 何文邦
何文邦（1473年—？年），字獻卿，广东广州府南海縣人，明朝政治人物。

## 生平
治《易經》，由縣學生中式正德二年（1507年）廣東鄉試第十五名舉人，正德三年（1508年）聯捷戊辰科會試第二百三十三名，第三甲第三十八名進士。授巢县知县，历升江西南安府知府，官至盐运使。

## 家族
曾祖何志名，祖父何深，父何长，母潘氏，继母羅氏，具庆下，弟文郁。